# Geografia de Dourados
Geograficamente, Dourados é um município brasileiro da região Centro-Oeste, estado de Mato Grosso do Sul. A cidade localiza-se na zona do planalto do estado, próximo à Serra de Maracaju e na bacia do Rio Paraná. Situa-se próximo à divisa com o estado do Paraná e próximo à fronteira com o Paraguai (cerca de 120 km).

## Localização
O município de Dourados está situado no sul da região Centro-Oeste do Brasil, no Sudoeste de Mato Grosso do Sul (Microrregião de Dourados). Localiza-se na latitude de 22º13’18.54” Sul e longitude de 54°48’23.09” Oeste. 

## Geografia física

### Solo
Os solos mais comumente encontrados em Dourados são os Latossolos Vermelhos Distroférricos (76,2%) e Eutroférricos (5,1%), outrora chamados de Latossolos Roxos ou “terras roxas” no dizer popular. São solos muito profundos, acentuadamente ou fortemente drenados, muito porosos e permeáveis devido à sua estrutura granular. Apresentam teor de óxidos de ferro relativamente elevado (18%) e coloração fortemente avermelhada, por vezes sanguínea. Podem ser identificados pela forte atração que apresentam ao ímã, além de acúmulo de “areia preta” em locais de enxurrada nas estradas. Entre esses solos, somente os LV Eutroférricos podem ser chamados de férteis, mesmo assim com ressalvas, pois como a capacidade de troca catiônica (CTC) não chega a ser elevada, a reserva e retenção de nutrientes é relativamente baixa.
Em razão de serem desenvolvidos a partir de rocha basáltica, os Latossolos Vermelhos Férricos tendem a apresentar níveis satisfatórios de micronutrientes em condições naturais. Apesar da textura argilosa e muito argilosa, a CTC não é elevada, devido à expressiva presença caulinita e de óxidos de ferro, sendo que estes últimos lhes conferem boas condições físicas, que facilitam a mecanização. Os elevados teores de óxidos, porém, dificultam o manejo da adubação fosfatada, pois o fósforo é fortemente fixado ao solo, tornando-se pouco disponível às plantas. Nas porções inferiores das encostas esses solos podem estar associados a Plintossolos, ou exibir características plínticas, ou seja, manchas de cores amareladas ou avermelhadas que indicam a proximidade do lençol freático em relação à superfície. Nas porções mais íngremes das encostas podem estar associados os Nitossolos, com estrutura em blocos, o que implica menor infiltração de água e maior susceptibilidade à erosão.
Em Dourados são encontrados também os Latossolos Vermelhos Distróficos típicos, cuja textura mostra maior influência de areia, sendo, por vezes, bastante “soltos”. Representando cerca de 17% da área do município, são solos desenvolvidos a partir de arenitos, muito profundos, acentuadamente ou fortemente drenados, muito porosos e permeáveis, com avançado estágio de intemperização e processo intensivo de lixiviação, estando praticamente ausentes minerais facilmente intemperizáveis, resultando na predominância de minerais de argila do tipo 1:1 e óxidos de ferro. Em alguns locais, provavelmente devido à ocorrência de rocha basáltica impermeável em subsuperfície, esses solos são pontilhados por lagoas. 
Conhecidos como “solos de baixadas”, os Gleissolos Háplicos Ta eutróficos típicos representam 1,6% da área do município e são solos mal drenados, de textura argilosa e média/argilosa, relevo plano, de baixa permeabilidade e características físicas e químicas muito variáveis, conquanto predominem, no Município de Dourados, aqueles de argila de atividade alta e eutróficos.  Apresentando cores normalmente acinzentadas ou esbranquiçadas em função das inundações periódicas a que são submetidos, os Gleissolos podem induzir a fitotoxicidade em ferro e manganês, o que pode ser facilmente corrigido com calagem. Embora suas características de fertilidade sejam boas, as condições físicas de dureza, pegajosidade e plasticidade elevadas quando secos e molhados, respectivamente, dificultam a mecanização.
Outros solos comumente encontrados no município são areia, cascalho e basalto para brita.

### Relevo
Está próxima à serra de maracaju, a 430 metros de altitude. Apesar de estar a mais de 400m de altitude em média, compõem-se por uma área plana central e em modelados de dissecação com declividades inferior a 2°, ao norte do município é encontrado modelado de acumulação de inundação. O município de Dourados divide-se em duas Regiões Geomorfológicas: 
- Planalto da Borda Ocidental da Bacia do Paraná, com a Unidade Planalto de Maracaju e
- Planaltos Arenítico-Basálticos Interiores, com a Unidade Planalto de Dourados.

Apresenta relevo plano, geralmente elaborado por várias fases de retomada erosiva, com  relevos elaborados pela ação fluvial e áreas planas  resultante de acumulação fluvial sujeita a inundações periódicas.

### Hidrografia
Dourados faz parte da bacia do rio Paraná e sub-bacia do rio Ivinhema. Principais rios:
- Rio Dourados: afluente pela margem direita do rio Brilhante; limite entre os municípios de Dourados e Ponta Porã, Dourados e Laguna Carapã, Dourados e Caarapó, Dourados e Fátima do Sul, Dourados e Deodápolis. Forma, com o Brilhante, o rio Ivinhema. Possui 370 km, dos quais 150 navegáveis. Nasce na serra de Maracaju, nas proximidades da cidade de Antônio João.
- Rio Peroba: afluente pela margem direita do rio Santa Maria; seu percurso é limite entre os municípios de Dourados e de Itaporã.
- Rio Brilhante: rio formador, com o rio Dourados, do rio Ivinhema; limite entre os municípios de Rio Brilhante e Dourados.
- Rio Santa Maria: afluente pela margem direita do rio Brilhante, no município de Maracaju. Nasce na serra de Maracaju, faz divisa entre o município de Dourados e Itaporã.

### Vegetação
A vegetação natural é de campos limpos, possuindo também grandes partes de cerrados e grandes manchas de matas tropicais. Com o passar dos anos, essa vegetação natural vem sendo descaracterizada, devido às ações antrópicas, reduzindo-se a resquícios de Floresta Estacional Semidecidual Aluvial e Cerrada, dominando assim, a agricultura e a pastagem plantada.

### Fauna
Dourados se situa na Mata Atlântica, sendo que nela vivem muitas espécies de animais, como onças, macacos, jaguatiricas e tucanos. É grande também a variedade de insetos e de peixes. Do Cerrado, outro ecossistema presente no município, a fauna é diversificada e inclui lobos-guará, emas, seriemas, gaviões, urubus-reis e tatus-canastra entre muitas outras espécies.

### Clima
Tem clima tropical, de verões brandos, sendo seco no inverno e tropical úmido no verão. Dourados apresenta clima úmido nas porções Oeste e Sudoeste, com índices de umidade variando de 40 a 60% e clima Úmido a Subúmido no restante da área do município. Excedente hídrico anual de 800 a 1.200mm durante cinco a seis meses. Segundo dados do Instituto Nacional de Meteorologia (INMET), referentes ao período de 1971 (a partir de 4 de dezembro) a 1984 e desde 1993, a menor temperatura registrada em Dourados foi de −1,7 °C em 20 de julho de 1981 e a maior atingiu 41,2 °C em 16 de setembro de 2019.
O maior acumulado de precipitação em 24 horas foi de 123,6 milímetros (mm) em 12 de março de 1999. Outros grandes acumulados iguais ou superiores a 100 mm foram: 115,2 mm em 20 de fevereiro de 2014, 113,6 mm em 13 de junho de 1982, 112,8 mm em 5 de janeiro de 2019, 109 mm em 25 de outubro de 1974 e 107,6 mm em 9 de dezembro de 2006. Desde outubro de 2006, a maior rajada de vento alcançou 24,8 m/s (89,3 km/h) em 7 de outubro de 2010 e o menor índice de umidade relativa do ar (URA) foi de 10%, na tarde de 7 de setembro de 2019.
| Dados climatológicos para Dourados | Dados climatológicos para Dourados | Dados climatológicos para Dourados | Dados climatológicos para Dourados | Dados climatológicos para Dourados | Dados climatológicos para Dourados | Dados climatológicos para Dourados | Dados climatológicos para Dourados | Dados climatológicos para Dourados | Dados climatológicos para Dourados | Dados climatológicos para Dourados | Dados climatológicos para Dourados | Dados climatológicos para Dourados | Dados climatológicos para Dourados |
| Mês | Jan                                | Fev                                | Mar                                | Abr                                | Mai                                | Jun                                | Jul                                | Ago                                | Set                                | Out                                | Nov                                | Dez                                | Ano                                |
| --- | ---------------------------------- | ---------------------------------- | ---------------------------------- | ---------------------------------- | ---------------------------------- | ---------------------------------- | ---------------------------------- | ---------------------------------- | ---------------------------------- | ---------------------------------- | ---------------------------------- | ---------------------------------- | ---------------------------------- |
| Temperatura máxima recorde (°C) | 37,2                               | 37,3                               | 37,1                               | 35,3                               | 34                                 | 32,8                               | 34,3                               | 38                                 | 41,2                               | 40,3                               | 38,7                               | 37,4                               | 41,2                               |
| Temperatura máxima média (°C) | 31,8                               | 31,4                               | 30,9                               | 29,1                               | 26,5                               | 24,1                               | 26,3                               | 28                                 | 29                                 | 30,3                               | 31,1                               | 30,9                               | 29,1                               |
| Temperatura média compensada (°C) | 25,4                               | 24,9                               | 24,4                               | 22,3                               | 19,9                               | 17,6                               | 18,5                               | 20                                 | 21,6                               | 23,7                               | 24,6                               | 24,9                               | 22,3                               |
| Temperatura mínima média (°C) | 21,3                               | 21                                 | 20,1                               | 17,6                               | 15,3                               | 13                                 | 12,9                               | 14,1                               | 16,2                               | 18,7                               | 19,7                               | 20,3                               | 17,5                               |
| Temperatura mínima recorde (°C) | 12,1                               | 12,5                               | 8                                  | 4,6                                | 3,3                                | 0,6                                | −1,7                               | −0,8                               | 0,2                                | 6                                  | 10,5                               | 11                                 | −1,7                               |
| Precipitação (mm) | 168,1                              | 130,8                              | 145,5                              | 106                                | 92,1                               | 99                                 | 40,2                               | 45                                 | 113                                | 153,2                              | 143,2                              | 205,7                              | 1 441,8                            |
| Dias com precipitação (≥ 1 mm) | 12                                 | 12                                 | 10                                 | 7                                  | 7                                  | 7                                  | 3                                  | 3                                  | 6                                  | 11                                 | 10                                 | 11                                 | 99                                 |
| Umidade relativa compensada (%) | 80,9                               | 82,9                               | 80,3                               | 77,6                               | 78,1                               | 79                                 | 70,3                               | 66                                 | 68,6                               | 73,9                               | 75,4                               | 79                                 | 76                                 |
| Insolação (h) | 220,9                              | 184,1                              | 211,9                              | 222,3                              | 199,8                              | 174,8                              | 228,4                              | 191,7                              | 170,4                              | 201,7                              | 217,7                              | 219                                | 2 442,7                            |
| Fonte: Instituto Nacional de Meteorologia (INMET) (normal climatológica de 1981-2010; recordes de temperatura: 04/12/1971 a 31/12/1984 e 01/01/1993-presente) |                                    |                                    |                                    |                                    |                                    |                                    |                                    |                                    |                                    |                                    |                                    |                                    |                                    |

## Geografia política

### Fuso horário
Fuso de -1h com relação a Brasília e de -4h do Tempo Universal Coordenado com relação a Greenwich.

### Área territorial
A área total é de 4.096,90 km² e a área urbana totaliza 40,68 km² segundo a Embrapa Monitoramento por Satélite.

#### Subdivisões
- Ver artigo principal: Subdivisões de Dourados

Dourados tem como distritos (além da sede): Guaçu, Indápolis, Formosa, Itahum, Macaúba, Panambi, Picadinha, Vila São Pedro e Vila Vargas
Na sede possui no total 170 bairros.

### Limites
O município faz divisa: 
- Norte: Itaporã, Douradina, Maracaju e Rio Brilhante
- Sul: Ponta Porã, Laguna Carapã, Caarapó e Fátima do Sul
- Leste: Deodápolis
- Oeste: Ponta Porã